# Conoderus planus
Conoderus planus là một loài bọ cánh cứng thuộc họ Elateridae. Loài này được Candèze miêu tả khoa học năm 1878.